# Gornja Borina
Gornja Borina (en serbe cyrillique : Горња Борина) est un village de Serbie situé sur le territoire de la Ville de Loznica, district de Mačva. Au recensement de 2011, il comptait 137 habitants.

## Démographie
| 1948 | 1953 | 1961 | 1971 | 1981 | 1991 | 2002 | 2011 |
| ---- | ---- | ---- | ---- | ---- | ---- | ---- | ---- |
| 339  | 373  | 406  | 392  | 310  | 231  | 188  | 137  |

|  |